# Kilpenburg
Die Kilpenburg ist eine abgegangene Spornburg im Gewann Burgstell über dem Kilpenbach in Simonswald-Obersimonswald im Landkreis Emmendingen in Baden-Württemberg.

## Geschichte
Zur Geschichte der Burg gibt es keine gesicherten Informationen. In der zweiten Version des Rotulus Sanpetrinus aus dem frühen 13. Jahrhundert ist ein Burgstall genannt, der eventuell mit dem der Kilpenburg zu identifizieren ist, wohl aber eher mit dem Burgstall Dreistegen in Gütenbach.

## Beschreibung
Im Nordosten der Burgstelle befindet sich ein sechs Meter breiter und bis zu 3,5 Meter tiefer Halsgraben. Im nordöstlichen Teil der Anlage könnte sich auf einer Fläche von etwa vierzig Quadratmetern ein Turm befunden haben, auf dem nach Südwesten leicht abfallenden Bergsporn wären dann weitere kleine Gebäude denkbar, alle vermutlich in Holzbauweise.
Die Burgstelle ist vergleichbar mit dem Burgstall Schlossbühl in Elzach-Yach und dem Burgstall am Galgenbühl in Kirchzarten-Burg.